# Guerre Arikara
Guerres indiennes
La guerre Arikara est un conflit qui opposa les États-Unis et la tribu des Arikaras de 1823 à 1824, constituant le premier conflit entre les États-Unis et les Indiens des Plaines.
Le 2 juin 1823, des Arikaras ont tué 14 trappeurs américains et l'armée des États-Unis, sous le commandement d'Henry Leavenworth et soutenue par 750 Lakotas, a riposté, conduisant à la destruction des principaux villages Arikaras et à la signature d'un traité de paix en 1824.